# Karl Wilhelm Diefenbach

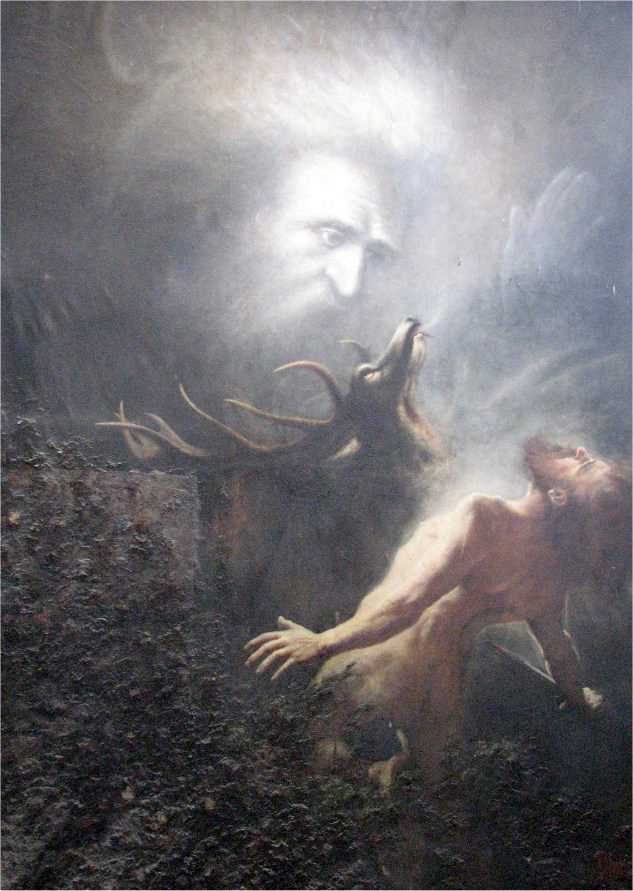
Thou shalt not kill

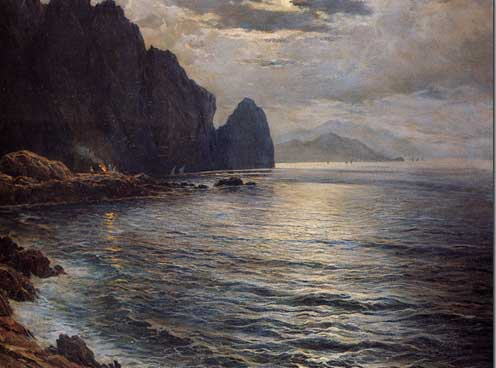
Il Tramonto

Karl Wilhelm Diefenbach (n. Hadamar, 21 de febrero de 1851 - 15 de diciembre de 1913, Capri) fue un pintor y reformista social alemán, siendo considerado un pionero del nudismo (denominado en países de habla alemana como Freikörperkultur) y del movimiento social por la paz.
Su comuna en Vienna (1897-1899) fue uno de los modelos para las reformas planteadas por la colonia Monte Verità de Ascona. Los ideales de Wilhelm incluían la vida en armonía con la naturaleza y el rechazo de la monogamia, dejando de lado cualquier forma de religión (aunque fue un seguidor de la teosofía), además de seguir una dieta vegetariana. Luego del fracaso de dicha comunidad, se trasladó a Capri donde vivió el resto de su vida.
Como pintor, fue un representante independiente del Art Nouveau y del Simbolismo, existiendo en la actualidad un museo dedicado a su obra en Certosa di San Giacomo (Capri) desde 1974.

## Obras
- Per Aspera Ad Astra, de 68 metros de largo sobre un friso.
- PER ASPERA AD ASTRA! Ein Lebensmärchen. Viena, 1893.
- Ein Beitrag zur Geschichte der zeitgenössischen Kunstpflege. Viena 1895.
- Göttliche Jugend. 1914.
- N.N. (Museo Diefenbach, Capri).

## Exhibiciones
- 29 de octubre de 2009 al 31 de enero de 2010: Museo Villa Stuck en Múnich.